# Пруд (Метковић)
Пруд је насељено место у саставу града Метковића, Дубровачко-неретванска жупанија, Република Хрватска.

## Историја
До територијалне реорганизације у Хрватској налазио се у саставу старе општине Метковић.

## Становништво
На попису становништва 2011. године, Пруд је имао 497 становника.
| Број становника по пописима | Број становника по пописима | Број становника по пописима | Број становника по пописима | Број становника по пописима | Број становника по пописима | Број становника по пописима | Број становника по пописима | Број становника по пописима | Број становника по пописима | Број становника по пописима | Број становника по пописима | Број становника по пописима | Број становника по пописима | Број становника по пописима | Број становника по пописима |
| --------------------------- | --------------------------- | --------------------------- | --------------------------- | --------------------------- | --------------------------- | --------------------------- | --------------------------- | --------------------------- | --------------------------- | --------------------------- | --------------------------- | --------------------------- | --------------------------- | --------------------------- | --------------------------- |
| 1857                        | 1869                        | 1880                        | 1890                        | 1900                        | 1910                        | 1921                        | 1931                        | 1948                        | 1953                        | 1961                        | 1971                        | 1981                        | 1991                        | 2001                        | 2011                        |
| 0                           | 0                           | 34                          | 103                         | 141                         | 167                         | 0                           | 0                           | 126                         | 160                         | 155                         | 223                         | 370                         | 417                         | 561                         | 497                         |

Напомена: Исказује се од 1981. као самостално насеље настало издвајањем дела насеља Вид. У 1857., 1869., 1921. и 1931. подаци су садржани у насељу Вид.

### Попис1991.
На попису становништва 1991. године, насељено место Пруд је имало 417 становника, следећег националног састава:
| Попис 1991.‍ | Попис 1991.‍ | Попис 1991.‍ | Попис 1991.‍ | Попис 1991.‍ |
| ----------- | ----------- | ----------- | ----------- | ----------- |
|             |             |             |             |             |
| Хрвати      | Хрвати      |             | 408         | 97,84%      |
| Мађари      | Мађари      |             | 1           | 0,23%       |
| Македонци   | Македонци   |             | 1           | 0,23%       |
| Пољаци      | Пољаци      |             | 1           | 0,23%       |
| непознато   | непознато   |             | 6           | 1,43%       |
| укупно: 417 |             |             |             |             |